# Jean-Hugues Lime
Pour les articles homonymes, voir Lime.
Né le 28 décembre 1958 à Montfermeil, Jean-Hugues Lime est un humoriste français qui a débuté au Théâtre de Bouvard, il est également réalisateur et écrivain.
Il est lauréat du « Prix Botul » en 2005.

## Filmographie

### Acteur
- 1983 : Le Marginal de Jacques Deray
- 1984 : Adam et Ève de Jean Luret
- 1986 : Le bonheur a encore frappé de Jean-Luc Trotignon
- 1986:  L'Executrice de Michel Caputo
- 1986 : La Chignole de Charles L. Bitsch
- 1993 : Une journée chez ma mère de Dominique Cheminal

### Réalisateur
- 1994 - Tête à tête
- 2007 - Changement de propriétaires (Court-Métrage)
- Télévision : Le Petit Théatre de Bouvard.

## Romans
- 1998 : La Fête des nerfs
- 1999 : On dirait des nains
- 2000 : Journal authentique d'un assassin
- 2001 : Gourouland
- 2002 : Le Roi de Clipperton, Prix Botul 2004.
- 2004 : La Chasse aux enfants (Prix Jean Meckert - membres du jury : Emmanuelle Béranger, Didier Daeninckx, Frédéric H. Fajardie, Cathy Ytak, Dominique Manotti, Michel Ragon, Jacques Tardi, Franck Vandecasteele et Thierry Maricourt)
- 2008 : Mangareva
- 2009 : Cent raisons de ne pas se suicider
- 2011 : Comment je suis devenu Jacques Brel
- 2015 : L’enfant en fuite, Le Cherche Midi
- 2022 : Le polichinelle,  Les éditions de tous les vertiges.